# Louis Besson
Pour les articles homonymes, voir Besson.
Pour le prélat, voir Louis Besson.
Louis Besson, né le 6 mai 1937 à Barby (Savoie), est un homme politique français membre du Parti socialiste.

## Une ascension politique rapide
Né à Barby, près de Chambéry, dans une famille paysanne et catholique pratiquante, Louis Besson fait ses études secondaires à l'école professionnelle de Chambéry, puis ses études supérieures à l'Institut d'études politiques de Grenoble. Profondément marqué par la Seconde Guerre mondiale puis par la guerre d'Algérie, son engagement européen est indéfectible.
De 1963 à 1967, il est attaché d'administration universitaire, puis directeur de la maison de promotion sociale de Chambéry, de 1967 à 1973. En 1965, il devient maire de la commune de Barby (302 hab.), succédant au marquis d'Oncieu de la Bâtie, maire depuis 1912. En 1970, il est élu Conseiller général du canton de Saint-Alban-Leysse. En 1973, il est élu député dans la circonscription d'Aix-les-Bains et Chambéry-nord contre le député sortant Jean Delachenal (indépendant). Louis Besson s'était présenté comme divers gauche, mais obtient le soutien du Parti socialiste au second tour. Il y adhérera quelques années plus tard. Député, il se consacre entièrement à la vie politique, au sein du Parti socialiste français.
En 1976 il succède comme président du conseil général de la Savoie à Joseph Fontanet, et impulse une nouvelle orientation au département. Michel Barnier lui succèdera après les élections cantonales de 1982.

## Ministre et Maire de Chambéry
Après les élections législatives françaises de 1981, il siège pour la première fois dans la majorité parlementaire. Son travail en faveur de l'agriculture de moyenne montagne trouve davantage d'écho, et en janvier 1985 la loi montagne est adoptée sur la base de son travail. Il s'agit de la première grande loi écologique française, combinant l'agriculture, l'urbanisme, l'économie ou l'aménagement du territoire pour protéger les zones de montagne. À la même époque, il est à l'origine de l'association des élus de la montagne ANEM.
En 1989, il quitte la mairie de Barby pour se présenter à Chambéry, où il est élu successeur de Pierre Dumas (RPR) ; une victoire d'un homme du centre gauche, avec une liste qui s'étend jusqu'à des barristes comme André Gilbertas, dans une ville qui vote toujours à droite lors des élections nationales.
Cette victoire et son travail parlementaire en font un ministre (1989-1991) dans les gouvernements de Michel Rocard, dont Louis Besson est un proche. Il est chargé du logement puis des transports. En 1997, après la victoire de la Gauche plurielle, Louis Besson est de nouveau nommé au gouvernement, comme secrétaire d'état au logement. Il démissionne alors de la mairie de Chambéry, à la tête de laquelle son premier adjoint André Gilbertas lui succède, Louis Besson devenant premier adjoint.
Il est le ministre qui a achevé et fait voter la loi sur la construction de maisons individuelles, et est également à l'initiative du décret 29 mars 1999 relatif aux locations de logements intermédiaires, communément appelé Loi Besson. Louis Besson est également à l'origine de l'obligation d'un minimum de 20 % de logements sociaux dans les communes urbaines. En 2000 est votée une seconde loi portant son nom qui oblige les communes de plus de 5 000 habitants à prévoir des emplacements de séjour à destination des gens du voyage.
Élu maire de Chambéry en 1989, il poursuit l'aménagement du quartier des Casernes, avec le centre culturel André-Malraux, le Centre de Congrès du Manège et la médiathèque  Jean-Jacques Rousseau.
Réélu en 1995 et 2001, plusieurs services publics nouveaux sont créés (nouvelle maternité, plusieurs crèches et maisons de la petite enfance, maison des parcs, mairies de quartier), et une importante démarche de politique de la ville engagée avec la première adjointe Bernadette Laclais transforme le quartier des Hauts-de-Chambéry. Au début des années 2000, l'aménagement des quartiers du Covet et du Laurier participent à la modernisation et à la densification de la ville.

## Départ du Gouvernement puis de l'Hôtel de Ville
En 2001, il quitte le conseil général et le gouvernement de Lionel Jospin pour se consacrer à sa ville. Son parcours électoral et le découpage électoral de Charles Pasqua avaient fait que sa ville, son canton et sa circonscription ne se superposaient pas. En 2004, il est élu président de Chambéry métropole après la démission pour cumul des mandats de Thierry Repentin.
Dès 2001, Louis Besson avait annoncé qu'il ne se représenterait pas comme maire lors des élections locales de 2008.
Le 27 août 2007, il annonce sa démission de la mairie de Chambéry, quelques semaines après ses 70 ans. Il soutient la candidature de sa première adjointe, Bernadette Laclais, à la mairie. Louis Besson devient alors son premier adjoint.
Lors des élections municipales françaises de 2008, il figure en dernière position éligible de la liste de gauche. Réélu conseiller municipal (chargé du Lyon-Turin), il est ensuite réélu le 14 avril 2008 président de Chambéry métropole avec 50 voix sur 95.

## Mandats politiques
- Président de la commission intergouvernementale franco-italienne (2017-en cours..)[4]
- Maire de Barby, 1965-1989
- Conseiller général de la Savoie (canton de Saint-Alban-Leysse), 1973-2001
- Président du conseil général de la Savoie, 1976-1982
- Président du Syndicat intercommunal d'aménagement et d'urbanisme de Chambéry, 1978-1979
- Député socialiste de la Savoie (1re circonscription), 1973-1988
- Conseiller régional de Rhône-Alpes, 1986-1998
- Maire de Chambéry de, 1989 à, 1997 et de 2001 à 2007.
- Premier adjoint au Maire de Chambéry de, 1997 à 2001 et de 2007 à 2008, conseiller municipal depuis 2008.
- Ministre délégué auprès du ministre de l'Équipement, du Logement, des Transports et de la Mer, chargé du Logement, 1989-1990 (Gouvernement Michel Rocard)
- Ministre de l'Équipement, du Logement, des Transports et de la Mer, 1990-1991 (Gouvernement Michel Rocard)
- Membre de section du Conseil économique et social, 1992
- Président du Haut comité pour le logement des personnes défavorisées, 1992
- Membre du Conseil national des politiques de lutte contre l'exclusion, 1993
- Secrétaire d'État auprès du ministre de l'Équipement, des Transports et du Logement, chargé du Logement du 4 juin 1997 au 27 mars 2001 (Gouvernement Lionel Jospin)
- Président de la Communauté d'agglomération Chambéry métropole de 2005 à mars 2014.

## Décorations
Louis Besson est :
- Officier dans l’ordre national de la Légion d'honneur le 12 avril 2003, puis Commandeur le 13 juillet 2012.